# Heinrich Bauer (Arbeiterführer)
Andreas Heinrich Bauer (* 1814 in Würzburg; † nach 1851 in Australien verschollen) war ein deutscher Arbeiterführer.

## Leben
Bauer war von Beruf Schuhmacher. Im Jahre 1836 emigrierte er aus politischen Gründen nach Frankreich und schloss sich in Paris dem Bund der Geächteten an. 1836 gründete er gemeinsam mit anderen Handwerksgesellen den Bund der Gerechten. Im Herbst 1841 war er in Paris für den Vertrieb von Wilhelm Weitlings Zeitschrift Der Hülferuf der deutschen Jugend verantwortlich, weswegen er im Dezember 1841 verhaftet und aus Frankreich ausgewiesen wurde.  Im Jahre 1842 ging Bauer nach England, wo er gemeinsam mit  Joseph Moll und Karl Schapper in der Londoner Gemeinde des Bundes der Gerechten und im Kommunistischen Arbeiterbildungsverein wirkte.  1843 lernte er in England Friedrich Engels kennen. In den theoretischen Diskussionen des Arbeiterbildungsvereins (1845/1846) setzte er sich kritisch mit dem utopischen Arbeiterkommunismus Weitlings auseinander und näherte sich den Ideen von Karl Marx und Friedrich Engels an. Mit Schapper und Moll bildete er im Herbst 1846 in London die neue Zentralbehörde des Bundes der Gerechten, die Anfang 1847  Marx und Engels als Mitglieder gewinnen konnte. An der Umwandlung des Bundes in den Bund der Kommunisten auf den beiden Kongressen im Juni und Nov./Dez. 1847 in London hatte Bauer großen Anteil.  Nach Ausbruch der Februarrevolution 1848 in Frankreich begab er sich nach Paris und wurde Mitglied der hier von Marx neu gebildeten Zentralbehörde des Bundes der Kommunisten.
Die von Marx und Engels ausgearbeiteten „17 Forderungen der Kommunistischen Partei in Deutschland“ wurden von Bauer mit unterzeichnet. Der Klub deutscher Arbeiter in Paris wählte ihn im März 1848 zu seinem Präsidenten. Ende März 1848 kehrte er nach London zurück und führte dort die Aufgaben des Bundes der Kommunisten weiter. Im Herbst 1848 bildete er gemeinsam mit Johann Georg Eccarius und Joseph Moll eine neue Zentralbehörde des Bundes. Sie verfolgte das Ziel, den Bund als Geheimorganisation zu reorganisieren. Nach der Niederschlagung der Revolution wurde Bauer im Jahre 1849 Mitglied der neuen Zentralbehörde des Bundes der Kommunisten in London. Er führte außerdem die Geschäfte des sozialdemokratischen Flüchtlingskomitees. Als Emissär der Zentralbehörde reiste Bauer im Frühjahr 1850 zur Reorganisation des Bundes illegal nach Deutschland. Er festigte die Bundesgemeinden und stellte Verbindungen zu Arbeiter-Turnvereinen und
anderen proletarischen Organisationen her. Um 1851 wanderte Bauer nach Australien aus.